# Noah Lyons
Noah Lyons es un deportista estadounidense que compite en vela. En los Juegos Panamericanos de 2023 obtuvo una medalla de bronce en la clase iQFoil.

## Palmarés internacional
| Juegos Panamericanos | Juegos Panamericanos | Juegos Panamericanos | Juegos Panamericanos |
| Año                  | Lugar                | Medalla              | Clase                |
| -------------------- | -------------------- | -------------------- | -------------------- |
| 2023                 | Santiago (Chile)     | Medalla de bronce    | iQFoil               |